# Runenstein von Kårestad
Der Runenstein von Kårestad (Sm 11 – auch Kung Kåres sten; deutsch König Kåres Stein genannt) steht südwestlich des Weilers Kårestad, nördlich von Furuby in Småland in Schweden.
Der etwa 2,85 m hohe und 35 cm dicke Runenstein besteht aus Granit und ist kein Grabstein, sondern ein Denkmal, das die Bedeutung der aufstellenden Familie hervorhob. Er ist unten etwa 1,0 m breit und verjüngt sich nach oben auf 65 cm. Er stammt aus dem 11. Jahrhundert, ist leicht geneigt und steht vermutlich auf seinem ursprünglichen Platz. Die etwa 10 cm hohe Inschrift im jüngeren Futhark steht in einem unverzierten Schlangenband und beginnt in der rechten unteren Ecke. Die Inschrift lautet: „Die Söhne von Klack ließen den Stein nach ihrem Vater und nach Kale (Kalle oder Galle) und Viking, ihren Brüdern, ritzen.“

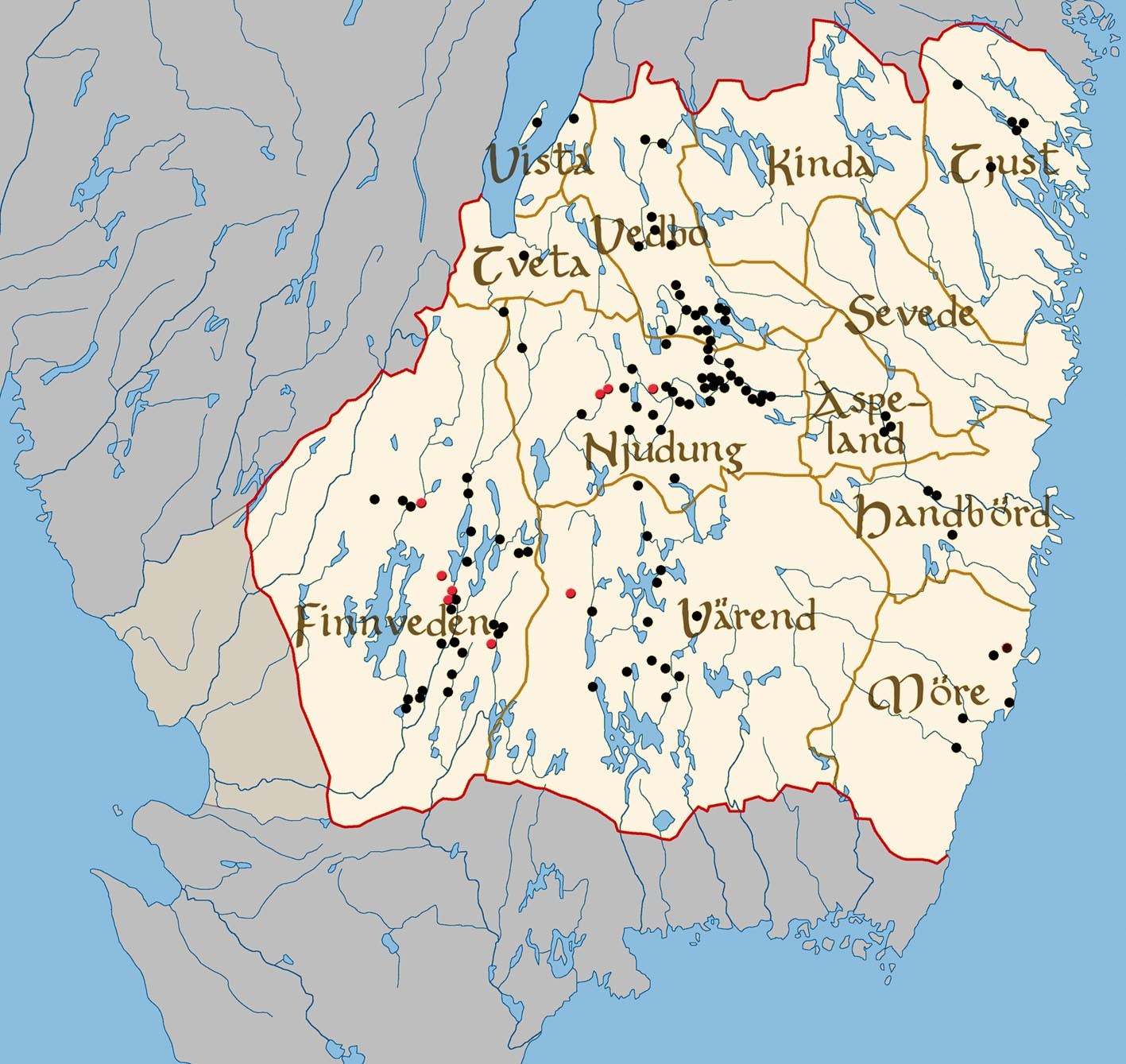
Småland-Steine

Dass ein Mann den Namen Viking bekam, zeigt, dass das Wort einen positiven Klang hatte. Der Name kommt auf mehr als 20 Runensteinen (z. B. auf dem Runenstein am Dom zu Växjö) vor.

## Legenden
Im 19. Jahrhundert erzählten die Leute in Kårestad, dass der Stein auf die Seite gefallen war und man gezwungen war, ihn wieder aufzurichten, um dem Spuk ein Ende zu bereiten. Eine Sage erzählt, dass es in dem Dorf, in dessen Richtung der Stein sich neigt, eine Missernte gibt. Laut einer anderen Sage liegt ein König Korre unter dem Stein begraben.
Namen, die sich auf einen König beziehen sind auch bei Megalithanlagen (Kung Björns Grav, Kung Rings Grav, Kung Östens Grav), bei Rösen (Kung Tryggves grav) und bei Bautasteinen (Slummesten oder Kung Götriks sten, Kung Anes sten, „Kung Sigges sten“ bzw. dem Menhirpaar „Kung Råds grav“) anzutreffen und sind in Dänemark noch häufiger.